# Район Нака (Хамамацу)
Райо́н На́ка (яп. 中区, なかく, МФА: [naka ku̥]) — район міста Хамамацу префектури Сідзуока в Японії.  Площа становить 44,23 км². Станом на 1 серпня 2011 року населення складало 237 079  осіб, густота населення — 5360 осіб/км².

Район було реорганізовано та об'єднано у новий район Чюо разом з іншими чотирма районами 1 серпня 2024 року.

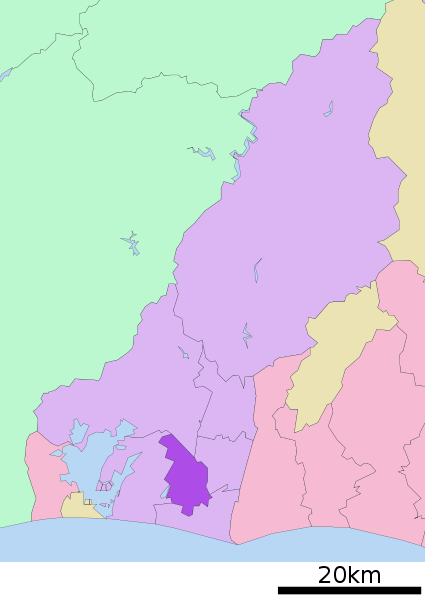

## Освіта
- Сідзуоцький університет (додатковий кампус)